# Kristi Vangjeli
Kristi Vangjeli (ur. 5 września 1985 w Korczy) – albański piłkarz występujący na pozycji obrońcy. Posiada również greckie obywatelstwo.

## Kariera piłkarska

### Kariera klubowa
Pierwsze lekcji piłki nożnej jako dziecko pobierał w miejscowym klubie Skënderbeu Korcza. Pierwszy trener Benin Beta. Potem wyjechał do Grecji, gdzie szkolił się w Szkole Piłkarskiej Agios Georgios w Salonikach, skąd w 2000 roku trafił do Arisu Saloniki. W sezonie 2006/2007 zadebiutował w pierwszym składzie. 31 sierpnia 2011 podpisał 3-letni kontrakt z ukraińskim Czornomorcem Odessa. 14 stycznia 2014 roku za obopólną zgodą kontrakt został anulowany. W 2014 roku wrócił do Arisu, a latem 2014 przeszedł do Skënderbeu Korcza.

### Kariera reprezentacyjna
W 2006 zadebiutował w narodowej drużynie Albanii.

## Sukcesy i odznaczenia

### Sukcesy klubowe
- finalista Pucharu Grecji: 2005, 2008, 2010
- brązowy medalista mistrzostw Grecji: 2006
- finalista Pucharu Ukrainy: 2013